# Campus Valhallavägen

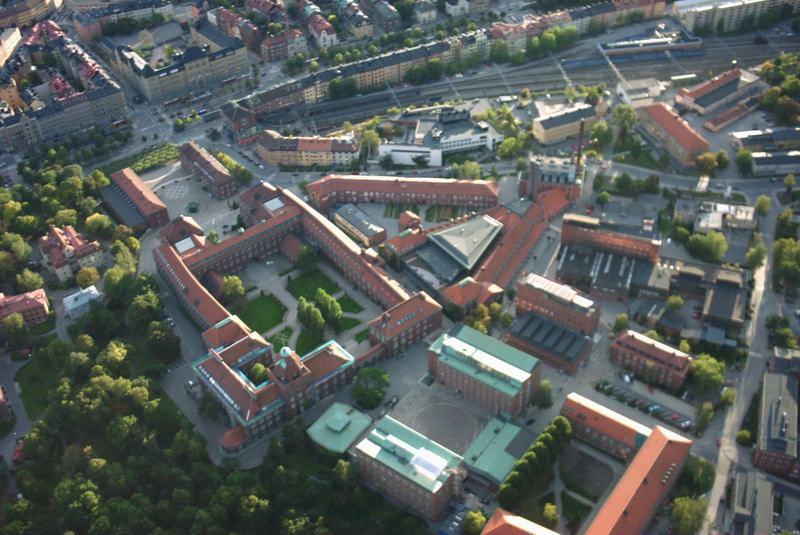
Delar av Campus Valhallavägen från ovan.

Campus Valhallavägen eller KTH Campus är ett av fem campus där Kungliga Tekniska högskolan bedriver forskning och utbildning. Övriga campus finns i Södertälje, Flemingsberg, Solna och  Kista. På campus Valhallavägen ligger bland annat KTH:s huvudbyggnad. 
Campus Valhallavägen ligger i stadsdelen Norra Djurgården i Stockholms innerstad, norr om Valhallavägen och längs Drottning Kristinas Väg. Även den tidigare Arkitekturskolans byggnad, Östermalmsgatan några kvarter söder om Valhallavägen brukar räknas till campusbyggnaderna. Området domineras av KTH:s lokaler, men här finns också Stockholms konstnärliga högskola (med avdelningarna Operahögskolan och Dans- och cirkushögskolan), samt Försvarshögskolan. I norr gränsar campuset till Albano och Kräftriket. Några byggnader på området är kårshuset Nymble och Albanova.

## Historia
Ursprungligen grundades KTH som Teknologiska institutet år 1827. Teknologiska institutet verkade i lokaler vid Drottninggatan i Vasastan i Stockholm. Efter att verksamheten vuxit blev skolan allt mer trångbodd och beslut fattades om en etablering norr om Valhallavägen. Grundstenen lades den 20 maj 1914 och de första lokalerna invigdes 19 oktober 1917. Under många år därefter bedrevs viss verksamhet i de gamla lokalerna runt Drottninggatan. Den tidigare huvudbyggnaden i Vasastan rymmer idag Kungliga Skogs- och Lantbruksakademien.